# Recordes climáticos de Ipatinga

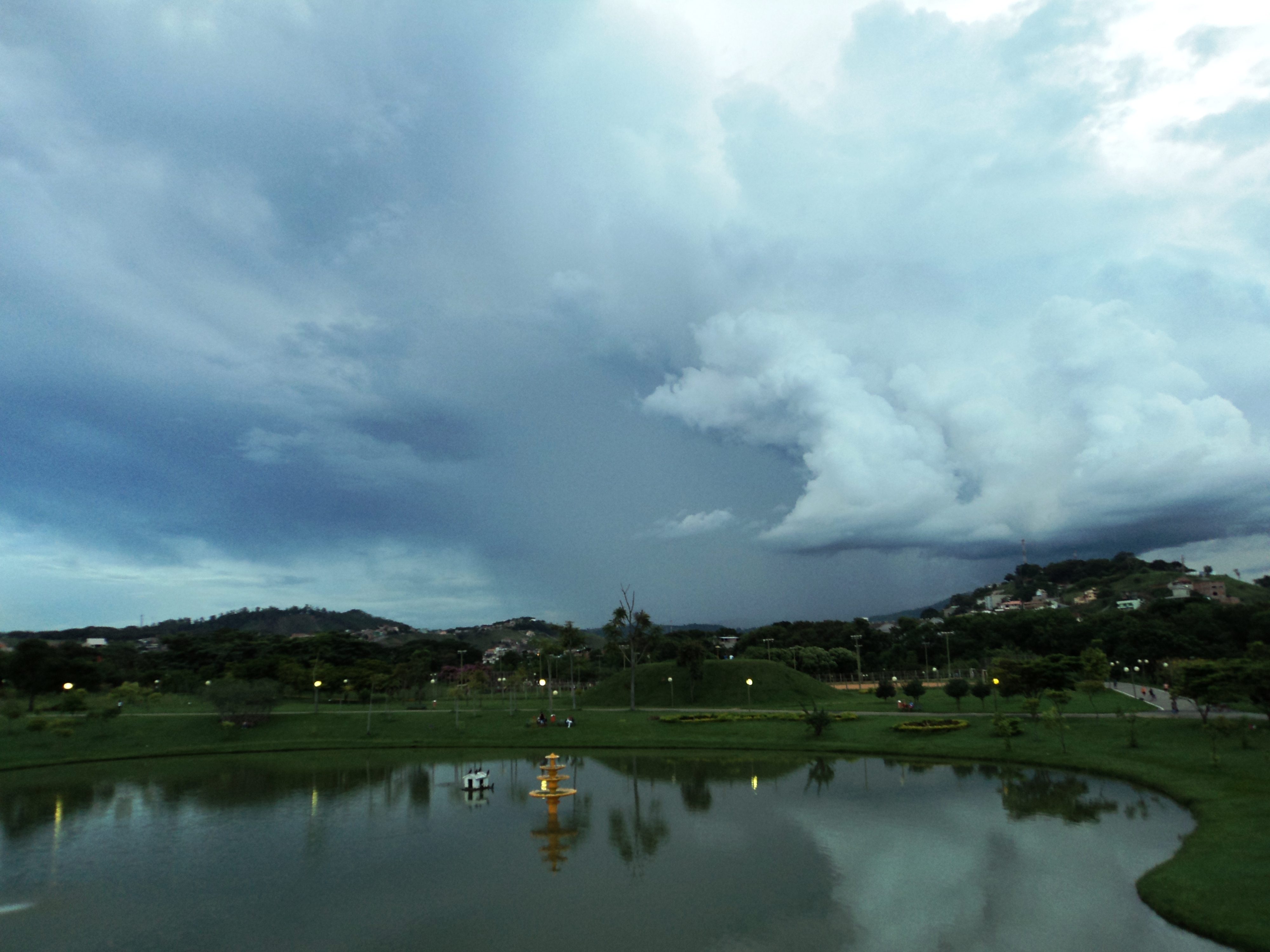
Vista de Ipatinga, a partir do Parque Ipanema, momentos antes de uma forte chuva atingir a cidade em 2011.

Esses são os recordes climáticos de Ipatinga, município brasileiro no interior do estado de Minas Gerais. As informações foram coletadas por estações meteorológicas do Instituto Nacional de Meteorologia (INMET), operante por períodos inconstantes entre julho de 1961 e abril e 2005, e do Instituto Nacional de Pesquisas Espaciais (INPE), que manteve um ponto de coleta em uma área pertencente à Usiminas entre abril de 1998 e agosto de 2013. Por fim, os dados desde 2013 levam em consideração temperaturas e umidade registradas no Aeroporto de Ipatinga e acumulados de estações pluviométricas do Centro Nacional de Monitoramento e Alertas de Desastres Naturais (Cemaden), em ausência de estações meteorológicas operantes.
Segundo dados do INMET, referentes aos períodos de 1961 a 1962, 1979 a 1983, 1985 a 1988, 1990, 1992 a 2001 e 2003 a 2005, a menor temperatura registrada em Ipatinga foi de 7,6 °C no dia 1º de junho de 1979, e a maior atingiu 38,9 °C em 29 de novembro de 1993. Já a menor temperatura máxima registrada durante um dia foi de 15,6 °C em 16 de agosto de 1999, enquanto que a maior temperatura mínima foi de 27,8 °C em 14 de novembro de 1997. O menor índice de umidade relativa do ar foi de 21% no dia 21 de novembro de 1982, e o maior acumulado de precipitação em 24 horas foi de 241,7 mm em 14 de novembro de 1981.
Segundo medições do INPE e da Usiminas entre 1998 e 2012, no entanto, a temperatura alcançou 42,6 °C em 31 de outubro de 2012 e a umidade relativa do ar baixou a 16% em 10 de setembro do mesmo ano. O maior acumulado de chuva fora da série do INMET foi de 183 mm registrado nos dias 15 de janeiro de 2004 (pelo INPE) e 25 de janeiro de 2020 (Cemaden). Em destaque com cores estão os recordes de cada seção das listas.

## Recordes

### INMET— 1961 a 2004
| Recordes climáticos de Ipatinga — 1961 a 1962, 1979 a 1983, 1985 a 1988, 1990, 1992 a 2001 e 2003 a 2004 |                          |                          |                          |                          |                          |                          |                          |                          |                               |                               |                                       |                                       |
| Ano | Maior temperatura máxima | Maior temperatura máxima | Menor temperatura máxima | Menor temperatura máxima | Maior temperatura mínima | Maior temperatura mínima | Menor temperatura mínima | Menor temperatura mínima | Umidade relativa do ar mínima | Umidade relativa do ar mínima | Acumulado de chuva máximo em 24 horas | Acumulado de chuva máximo em 24 horas |
| Ano | Recorde                  | Dia                      | Recorde                  | Dia                      | Recorde                  | Dia                      | Recorde                  | Dia                      | Recorde                       | Dia                           | Recorde                               | Dia                                   |
| 1961 | 35,2 °C                  | 30/11                    | 19,6 °C                  | 06/12                    | 26,6 °C                  | 29/12                    | 9,8 °C                   | 08/08                    | 35%                           | 27/09                         | 31,6 mm                               | 31/12                                 |
| 1962 | 34,6 °C                  | 15/01                    | 22,8 °C                  | 15/08                    | 24,4 °C                  | 19/02                    | 9,8 °C                   | 01/08                    | 30%                           | 28/08                         | 63 mm                                 | 08/02                                 |
| 1979 | 34,8 °C                  | 27/10                    | 18,8 °C                  | 01/06                    | 24,4 °C                  | 31/10                    | 7,6 °C                   | 01/06                    | 40%                           | 18/10                         | 180 mm                                | 20/03                                 |
| 1980 | 37 °C                    | 29/10                    | 20,2 °C                  | 25/09                    | 24,2 °C                  | 07/02                    | 11,4 °C                  | 30/08                    | 37%                           | 01/09                         | 171,1 mm                              | 10/12                                 |
| 1981 | 34 °C                    | 05/11                    | 19,7 °C                  | 07/06                    | 25 °C                    | 01/02                    | 10,7 °C                  | 06/07                    | 39%                           | 23/08                         | 241,7 mm                              | 14/11                                 |
| 1982 | 35,5 °C                  | 22/11                    | 19,8 °C                  | 23/09                    | 24,2 °C                  | 29/11                    | 11,5 °C                  | 10/09                    | 21%                           | 21/11                         | 131 mm                                | 05/01                                 |
| 1983 | 34,1 °C                  | 21/12                    | 20 °C                    | 11/09                    | 25,9 °C                  | 19/11                    | 9,9 °C                   | 04/08                    | 41%                           | 31/08                         | 118,8 mm                              | 04/01                                 |
| 1985 | 34,4 °C                  | 05/02                    | 20,6 °C                  | 09/06                    | 23,7 °C                  | 10/02                    | 8,4 °C                   | 11/06                    | 40%                           | 19/10                         | 65 mm                                 | 10/01                                 |
| 1986 | 34,8 °C                  | 06/12                    | 17 °C                    | 13/11                    | 25,9 °C                  | 31/01                    | 10,2 °C                  | 11/07                    | 36%                           | 09/10                         | 45,6 mm                               | 26/08                                 |
| 1987 | 36,8 °C                  | 06/11                    | 20,2 °C                  | 26/05                    | 25,6 °C                  | 13/01                    | 12,1 °C                  | 02/08                    | 38%                           | 06/11                         | 103,8 mm                              | 04/04                                 |
| 1988 | 35,5 °C                  | 29/01                    | 18,4 °C                  | 04/11                    | 24,8 °C                  | 01/02                    | 9 °C                     | 15/07                    | n/c                           | n/c                           | 204,2 mm                              | 16/12                                 |
| 1990 | 37,3 °C                  | 23/01                    | 17,9 °C                  | 13/07                    | 25 °C                    | 16/03                    | 10 °C                    | 20/05                    | n/c                           | n/c                           | 43,5 mm                               | 25/02                                 |
| 1992 | 33,5 °C                  | 08/04                    | 21,3 °C                  | 07/11                    | 23,1 °C                  | 24/11                    | 11,3 °C                  | 28/07                    | 44%                           | 18/10                         | 84,9 mm                               | 08/10                                 |
| 1993 | 38,9 °C                  | 29/11                    | 19,6 °C                  | 21/08                    | 24,7 °C                  | 10/02                    | 10,6 °C                  | 24/06                    | 37%                           | 29/11                         | 99,9 mm                               | 22/01                                 |
| 1994 | 35,4 °C                  | 11/10                    | 20,3 °C                  | 27/06                    | 24 °C                    | 18/01                    | 10 °C                    | 07/08                    | 38%                           | 03/10                         | 155,5 mm                              | 13/03                                 |
| 1995 | 37,4 °C                  | 17/01                    | 20,1 °C                  | 31/10                    | 24,4 °C                  | 05/02                    | 10,8 °C                  | 07/06                    | 45%                           | 16/01                         | 110,5 mm                              | 25/12                                 |
| 1996 | 36,6 °C                  | 09/02                    | 19,4 °C                  | 16/10                    | 26 °C                    | 12/02                    | 9,9 °C                   | 25/07                    | 43%                           | 27/06                         | 86,2 mm                               | 12/12                                 |
| 1997 | 38 °C                    | 12/11                    | 20,4 °C                  | 16/05                    | 27,8 °C                  | 14/11                    | 8,8 °C                   | 10/06                    | 33%                           | 25/07                         | 88,2 mm                               | 01/03                                 |
| 1998 | 38,4 °C                  | 11/02                    | 19,8 °C                  | 26/06                    | 26,4 °C                  | 08/02                    | 9,6 °C                   | 04/07                    | 40%                           | 04/10                         | 181,3 mm                              | 20/11                                 |
| 1999 | 37,6 °C                  | 11/02                    | 15,6 °C                  | 16/08                    | 24,6 °C                  | 27/01                    | 9,8 °C                   | 22/05                    | 30%                           | 27/08                         | 147,2 mm                              | 07/11                                 |
| 2000 | 37,8 °C                  | 05/10                    | 22 °C                    | 17/11                    | 24,2 °C                  | 21/12                    | 8,4 °C                   | 18/07                    | 38%                           | 17/07                         | 99,7 mm                               | 07/12                                 |
| 2001 | 37,8 °C                  | 03/02                    | 21,4 °C                  | 10/10                    | 25 °C                    | 17/02                    | 11,4 °C                  | 17/07                    | 40%                           | 25/06                         | 75,9 mm                               | 28/12                                 |
| 2003 | 37,2 °C                  | 25/09                    | 22,2 °C                  | 18/09                    | 24,4 °C                  | 29/11                    | 10,6 °C                  | 04/07                    | 31%                           | 21/10                         | 68,6 mm                               | 24/10                                 |
| 2004 | n/c                      | n/c                      | n/c                      | n/c                      | 24,4 °C                  | 10/11                    | 9,6 °C                   | 24/07                    | 37%                           | 18/10                         | 140,8 mm                              | 19/03                                 |

### INPEeUsiminas— 1998 a 2012
| Recordes climáticos de Ipatinga — 1998 a 2012 |                          |                          |                          |                          |                          |                          |                          |                          |                               |                               |                                       |                                       |
| Ano                                           | Maior temperatura máxima | Maior temperatura máxima | Menor temperatura máxima | Menor temperatura máxima | Maior temperatura mínima | Maior temperatura mínima | Menor temperatura mínima | Menor temperatura mínima | Umidade relativa do ar mínima | Umidade relativa do ar mínima | Acumulado de chuva máximo em 24 horas | Acumulado de chuva máximo em 24 horas |
| Ano                                           | Recorde                  | Dia                      | Recorde                  | Dia                      | Recorde                  | Dia                      | Recorde                  | Dia                      | Recorde                       | Dia                           | Recorde                               | Dia                                   |
| 1998                                          | 36,5 °C                  | 13/12                    | 21 °C                    | 27/06                    | 23,5 °C                  | 21/04                    | 10 °C                    | 09/06                    | 30%                           | 29/09                         | 181 mm                                | 20/11                                 |
| 1999                                          | 39 °C                    | 11/02                    | 16 °C                    | 16/08                    | 24,5 °C                  | 05/02                    | 9 °C                     | 23/05                    | 20%                           | 27/08                         | 165 mm                                | 07/11                                 |
| 2000                                          | 39,5 °C                  | 05/10                    | 19,5 °C                  | 07/09                    | 24 °C                    | 19/01                    | 8,5 °C                   | 18/07                    | 25%                           | 05/10                         | 81 mm                                 | 07/12                                 |
| 2001                                          | 38 °C                    | 04/10                    | 21 °C                    | 19/06                    | 24,5 °C                  | 21/02                    | 10,5 °C                  | 17/07                    | 25%                           | 21/02                         | 85 mm                                 | 28/12                                 |
| 2002                                          | 37,5 °C                  | 08/12                    | 18,5 °C                  | 25/09                    | 27 °C                    | 13/11                    | 12 °C                    | 27/05                    | 28%                           | 14/09                         | 80 mm                                 | 23/12                                 |
| 2003                                          | 38 °C                    | 25/09                    | 23 °C                    | 28/12                    | 24 °C                    | 29/11                    | 10 °C                    | 02/07                    | 28%                           | 20/10                         | 69 mm                                 | 24/10                                 |
| 2004                                          | 37 °C                    | 12/11                    | 20,5 °C                  | 20/07                    | 23,5 °C                  | 01/01                    | 9 °C                     | 26/07                    | 26%                           | 17/10                         | 183 mm                                | 15/01                                 |
| 2005                                          | 37 °C                    | 18/10                    | 19 °C                    | 11/11                    | 25 °C                    | 24/01                    | 10,5 °C                  | 09/07                    | 25%                           | 18/10                         | 111 mm                                | 15/12                                 |
| 2006                                          | 39,5 °C                  | 08/02                    | 17,5 °C                  | 06/09                    | 25,5 °C                  | 10/02                    | 10,5 °C                  | 08/07                    | 20%                           | 26/01                         | 72 mm                                 | 06/03                                 |
| 2007                                          | 40 °C                    | 01/11                    | 22 °C                    | 14/02                    | 25 °C                    | 31/10                    | 9 °C                     | 31/07                    | 22%                           | 29/10                         | 70 mm                                 | 18/03                                 |
| 2008                                          | 38 °C                    | 28/10                    | 17,5 °C                  | 18/09                    | 23,5 °C                  | 06/01                    | 10,5 °C                  | 09/07                    | 26%                           | 27/08                         | 78 mm                                 | 15/11                                 |
| 2009                                          | 40 °C                    | 29/09                    | 20,5 °C                  | 04/06                    | 24,5 °C                  | 10/02                    | 13,5 °C                  | 03/06                    | 34%                           | 07/08                         | 112 mm                                | 22/09                                 |
| 2010                                          | 40,5 °C                  | 25/02                    | 21,5 °C                  | 16/08                    | 24,5 °C                  | 20/02                    | 9 °C                     | 19/08                    | 29%                           | 24/02                         | 82 mm                                 | 04/03                                 |
| 2011                                          | 37,5 °C                  | 10/09                    | 19 °C                    | 22/10                    | 23 °C                    | 11/02                    | 12 °C                    | 06/09                    | 24%                           | 10/09                         | 91 mm                                 | 29/12                                 |
| 2012                                          | 42,5 °C                  | 31/10                    | 19 °C                    | 15/05                    | 26,5 °C                  | 27/12                    | 11,5 °C                  | 11/07                    | 16%                           | 10/09                         | 94 mm                                 | 06/11                                 |

### Aeroporto de IpatingaeCemaden— a partir de 2013
| Recordes climáticos de Ipatinga — a partir de 2013 |                          |                          |                          |                          |                          |                          |                          |                          |                               |                               |                                       |                                       |
| Ano                                                | Maior temperatura máxima | Maior temperatura máxima | Menor temperatura máxima | Menor temperatura máxima | Maior temperatura mínima | Maior temperatura mínima | Menor temperatura mínima | Menor temperatura mínima | Umidade relativa do ar mínima | Umidade relativa do ar mínima | Acumulado de chuva máximo em 24 horas | Acumulado de chuva máximo em 24 horas |
| Ano                                                | Recorde                  | Dia                      | Recorde                  | Dia                      | Recorde                  | Dia                      | Recorde                  | Dia                      | Recorde                       | Dia                           | Recorde                               | Dia                                   |
| 2013                                               | 39 °C                    | 23/09                    | 20 °C                    | 07/10                    | 25 °C                    | 10/03                    | 10 °C                    | 02/08                    | 24%                           | 23/09                         | 100 mm                                | 22/12                                 |
| 2014                                               | 38 °C                    | 19/10                    | 21 °C                    | 27/07                    | 26 °C                    | 19/10                    | 9 °C                     | 08/08                    | 22%                           | 15/10                         | 87 mm                                 | 04/04                                 |
| 2015                                               | 39 °C                    | 06/11                    | 22 °C                    | 03/06                    | 26 °C                    | 21/10                    | 11 °C                    | 06/08                    | 17%                           | 16/10                         | 108 mm                                | 01/12                                 |
| 2016                                               | 38 °C                    | 02/01                    | 17 °C                    | 12/06                    | 25 °C                    | 10/01                    | 9 °C                     | 17/06                    | 20%                           | 07/10                         | 105 mm                                | 18/01                                 |
| 2017                                               | 39 °C                    | 22/10                    | 21 °C                    | 17/05                    | 26 °C                    | 23/10                    | 9 °C                     | 04/07                    | 18%                           | 20/10                         | 119 mm                                | 30/11                                 |
| 2018                                               | 38 °C                    | 14/10                    | 21 °C                    | 09/11                    | 26 °C                    | 05/10                    | 12 °C                    | 25/07                    | 28%                           | 26/01                         | 118 mm                                | 24/02                                 |
| 2019                                               | 39 °C                    | 05/11                    | 21 °C                    | 17/07                    | 25 °C                    | 06/11                    | 8 °C                     | 11/07                    | 21%                           | 18/10                         | 139 mm                                | 20/11                                 |
| 2020                                               | 36 °C                    | 13/01                    | 21 °C                    | 02/03                    | 26 °C                    | 08/01                    | n/c                      | n/c                      | 37%                           | 12/01                         | 183 mm                                | 25/01                                 |
| 2021                                               | 37 °C                    | 15/09                    | 18 °C                    | 30/07                    | 25 °C                    | 06/10                    | 9 °C                     | 24/07                    | 19%                           | 15/09                         | 146 mm                                | 11/11                                 |
| 2022                                               | 36 °C                    | 14/09                    | 19 °C                    | 03/11                    | 23 °C                    | 20/01                    | 6 °C                     | 19/05                    | 19%                           | 18/05                         | 142 mm                                | 09/01                                 |
| 2023                                               | 40 °C                    | 18/11                    | 20 °C                    | 27/08                    | 24 °C                    | 03/11                    | 9 °C                     | 03/07                    | 18%                           | 25/09                         | 111 mm                                | 02/01                                 |
| 2024                                               | 38 °C                    | 09/10                    | 22 °C                    | 11/08                    | 24 °C                    | 18/03                    | 10 °C                    | 26/07                    | 19%                           | 17/10                         | 117 mm                                | 23/03                                 |

Legenda
- Recordes de maiores temperaturas
- Recordes de menores temperaturas
- Recordes de menor índice de umidade do ar
- Recordes de precipitação
- n/c — informação não publicada ou inconsistente